# 市民討議会
市民討議会（しみんとうぎかい）とは、ドイツで住民自治の手法として行われているプラーヌンクスツェレ（Planungszelle 計画細胞の意）を日本風にアレンジし、取り入れたもの。2005年に初めて東京都千代田区で社団法人東京青年会議所によって試行実施され、その後、青年会議所を中心に各地に広まった。
開催形式は大きく分けて3類型が行われている。
1. 行政（国・自治体）とNPOなど公益団体が共催する形式。
2. NPOなど公益団体が実施する形式。
3. 行政（国・自治体）が実施する形式。

なお、市民討議会の元となったプラーヌンクスツェレは、「無作為抽出で選ばれ、限られた期間、有償で、日々の労働から解放され、進行役のアシストを受けつつ、事前に与えられた解決可能な計画に関する課題に取組む市民グループである」と定義されている。

## 特徴
市民討議会は、市民参加の手法として、以下の5つの特徴がある。
- 無作為抽出

住民基本台帳に基づいて、公平無作為に討議参加候補者を抽出する。その地域の住民の縮図をつくって、市民の意思を正確に反映できる。
- 参加者への有償

報酬のある「仕事」として行う。市民の参加意識が積極的になる。参加しやすくなるとともに、「仕事」として責任のある言動をとってもらう。
- 専門家からの情報提供

専門家や行政から討議の基礎となる情報を提供してもらう。基礎知識が無い人でも議論に公平に参加できる。
- 討議・投票・合意

少人数で討議を行い、討議ごとにメンバーを変え、結論に投票を行う。議論を公平かつ深く行いやすく、最終的に結論を出すことができる。
- 提言の公開

結果を「提言書」としてまとめ、マスコミを通じて広く公表する。議論を実のあるものにし、公開することで公正・公平・信頼性を確保できる。

## 市民討議会の実施方法

### 開催当日まで
市民討議会は、まず討議会に参加する候補者を、住民基本台帳などから無作為抽出する。そして、抽出された住民の中から参加応諾した人により討議が行われる。
- 無作為抽出

候補者を住民から無作為に抽出する。なお、20歳以上または18歳以上を対象とする場合が多い。
- 出席要請

市民討議会の出席要請の通知を主催者が送付する。
- 出席可否の返信

通知が送られた中で、参加できる住民が返信を送付する。（出席者の確定）

### 開催当日
出席者が確定し、討議会当日を迎える。討議会は1日または2日行われるのが一般的である。なお、参加者の利便性に配慮し、週末や休日を利用する場合が多い。
- グループ分け

当日出席した住民を5～6人のグループに分ける。また、グループ内で、進行係・記録係・発表係など役割分担も決める。また、その際に自己紹介が行われる場合も多い。
- 討議テーマの提示

主催者側から当日討議されるテーマが発表される。出席要請時に通知する場合もある。
- 情報提供

専門家や行政などから、データなどを用いて客観的に現状や課題について説明が行われる。
- アイデア記入

討議テーマに基づいた各人の解決アイデアを付箋などの用紙に記入する。時間を決めて、より多数のアイデアを記入するようにする。このアイデアを出す方法は、いわゆるKJ法と呼ばれるものである。
- グルーピング

グループ全員のアイデアを提出し、似たようなものを分ける。
- 討議

グルーピングされたアイデアを元に、より良い課題解決に向けて、グループで討議を行う。
- まとめ

討議の結果を3つくらいのアイデアに集約する。
- 結論記入

まとめた内容を、模造紙などの大型の紙に記入する。記入したものは、見やすいように壁などに掲示する。
- 発表

グループごとに記入された討議結果を発表する。
- 投票

全ての発表を終えた後、他のグループも含め全ての結果の中から、自分が良いと思ったアイデアに各自が投票する。一般的に結論が記入された模造紙などの大型の紙にシールを貼る形式が多い。
以上で討議の1サイクルが終了する。休憩時間をはさみ、メンバーをシャッフルして、また別の討議テーマに臨み、上記サイクルを繰り返す。

### 開催終了以降
投票の結果を含め、結論を集約する「報告書」を作成する。報告書を作成した後、行政への提出はもちろん、マスコミなどを通じて広く内容を発表する。

## 市民討議会「誕生」の背景
日本では各自治体において、地方自治への住民参加の拡大を目指してきた。行政でも市民参加推進の部署を設置したり、各種の行政課題に対する審議会や公聴会の実施、更にはタウンミーティングや住民アンケートなどを行ったりしてきた。
また、一方で、政治参加への意識向上のため、投票率を上げる運動や公開討論会など、民間団体が主宰する活動を含めて多くの取り組みが行われてきた。
しかしながら、各種の審議会や公聴会では、行政が出席依頼する人が各種団体の長や、自治会の役員などいつも決まった住民である場合が多く、どの会議に出てもほとんど同じ顔ぶれという状況が往々にして生まれてしまっていた。
また、政治（多くの場合選挙）への関心を高めるために、「選挙に行こう」運動なども行われてきたが、啓発活動にコストがかかるもののこれといった成果が出てこなかった。公開討論会においても、候補者の対応次第で成立しなかったり、開催しても一般参加者を集める方法が難しかったり（往々にして参加者が少なく、主催者側が動員に大変な苦労をしている場合が多い）、とても成功しているとは言える状況ではない。
こうした中取り入れられた市民討議会の手法は、それまでサイレントマジョリティとされた、サラリーマンやパートの主婦、学生など、意見を表明したくてもなかなかできない人たちの意見を吸い上げることができることが最大の特長である。また、一般公募と異なり、時間・金銭に余裕があって意見を言いたい人だけが集まることを避けられるという利点もある。このように細かく配慮された公平性により、老若男女を問わず参加できる手法であり、極めて画期的であると言える。